# Байдики (Рязанская область)
Байдики — село в Захаровском районе Рязанской области, входит в состав Безлыченского сельского поселения.

## География
Село расположено в 11 км на юго-запад от центра поселения деревни Безлычное, в 8 км на восток от районного центра села Захарово. 

## Этимология
В рязанских говорах издавна известно слово бадик.
В 1820 г. М. Н. Макаров отмечал: «Бадик, бадичек. Палка, палочка, трость, тросточка».
У местных жителей распространена легенда, которая название села связывает с тем, что на месте его нынешнего расположения первопоселенцами была вбита палка, или бадик.
З. П. Никулиной было высказано предположение, что данный топоним отражает характер местной растительности, то есть мелколесье. Однако слово бадик не встречается в значении «мелкий лес» или «место, поросшее мелким лесом». Поэтому в дальнейшем она объясняет название Байдики как производное от фамилии Байдиков или прозвища Байдик, в основе которых лежит слово байдик в значении «палка, дубина». По её мнению, форма Байдиково могла быть заменена на Байдики так же, как это было в случаях типа Новиково — Новики, Чувиково — Чувики. Не исключена также связь антропонима с диалектным байдак «озорник, буян».

## История
В писцовых книгах Окологородного стана 1628/1629 годов отмечается в числе вотчин рязанского архиепископа как селище Байдиковское.
По сообщению Ивана Добролюбова упоминается в 1637 году в грамоте царя Михаила Фёдоровича под именем сельцо Байдаковское. Современное название Байдики представлено в выписи из межевых книг 1680 года на митрополичьи села. Первоначальное построение в селе Глебове Борисоглебской церкви относится к 1690 году. Вместо построенной в 1780 году деревянной Троицкой церкви с приделом Борисоглебским, сгоревшей 21 июля 1860 года, в 1877 году устроена каменная Троицкая церковь. Престолов в ней было два. В настоящей - в честь Живоначальной Троицы, в трапезной - во имя Рождества Пресвятой Богородицы. 
В 1859 году село являлось центром Глебовской волости Михайловского уезда Рязанской губернии. В 1905 году в селе имелось 436 дворов.
С 1929 года село являлось центром Байдиковского сельсовета Захаровского района Рязанского округа Московской области, с 1937 года — в составе Рязанской области, с 2005 года — в составе Безлыченского сельского поселения.

## Население
| 1859 | 1897  | 1905  | 2010 | 2023 |
| ---- | ----- | ----- | ---- | ---- |
| 1849 | ↗2377 | ↗3004 | ↘74  | ↘68  |

## Достопримечательности
В селе находится недействующая Церковь Троицы Живоначальной (1877).